# Wilhelm Wattenbach
Wilhelm Wattenbach, född 22 september 1819 i Rantzau, Holstein, död 20 september 1897 i Frankfurt am Main, var en tysk historiker och paleograf.
Wattenbach blev 1851 docent i historia vid Berlins universitet, 1855 provinsarkivarie i Schlesien samt 1862 professor vid Heidelbergs och 1873 vid Berlins universitet. Redan 1843 anställdes Wattenbach som medarbetare i "Monumenta Germaniæ Historica" och var 1886-88 företagets ledare. Han blev ledamot av Vetenskapsakademien i Berlin 1882. Utöver nedanstående skrifter författade Wattenbach åtskilliga reseskildringar, till exempel Stockholm (1875).